# Triad Peak
Triad Peak är en bergstopp i Kanada.   Den ligger i provinsen Alberta, i den centrala delen av landet, 3 100 km väster om huvudstaden Ottawa. Toppen på Triad Peak är 3 058 meter över havet.
Terrängen runt Triad Peak är huvudsakligen bergig.Trakten runt Triad Peak är nära nog obefolkad, med mindre än två invånare per kvadratkilometer.. Det finns inga samhällen i närheten. 
Trakten runt Triad Peak består i huvudsak av gräsmarker.